# Johann Baptist Lethner

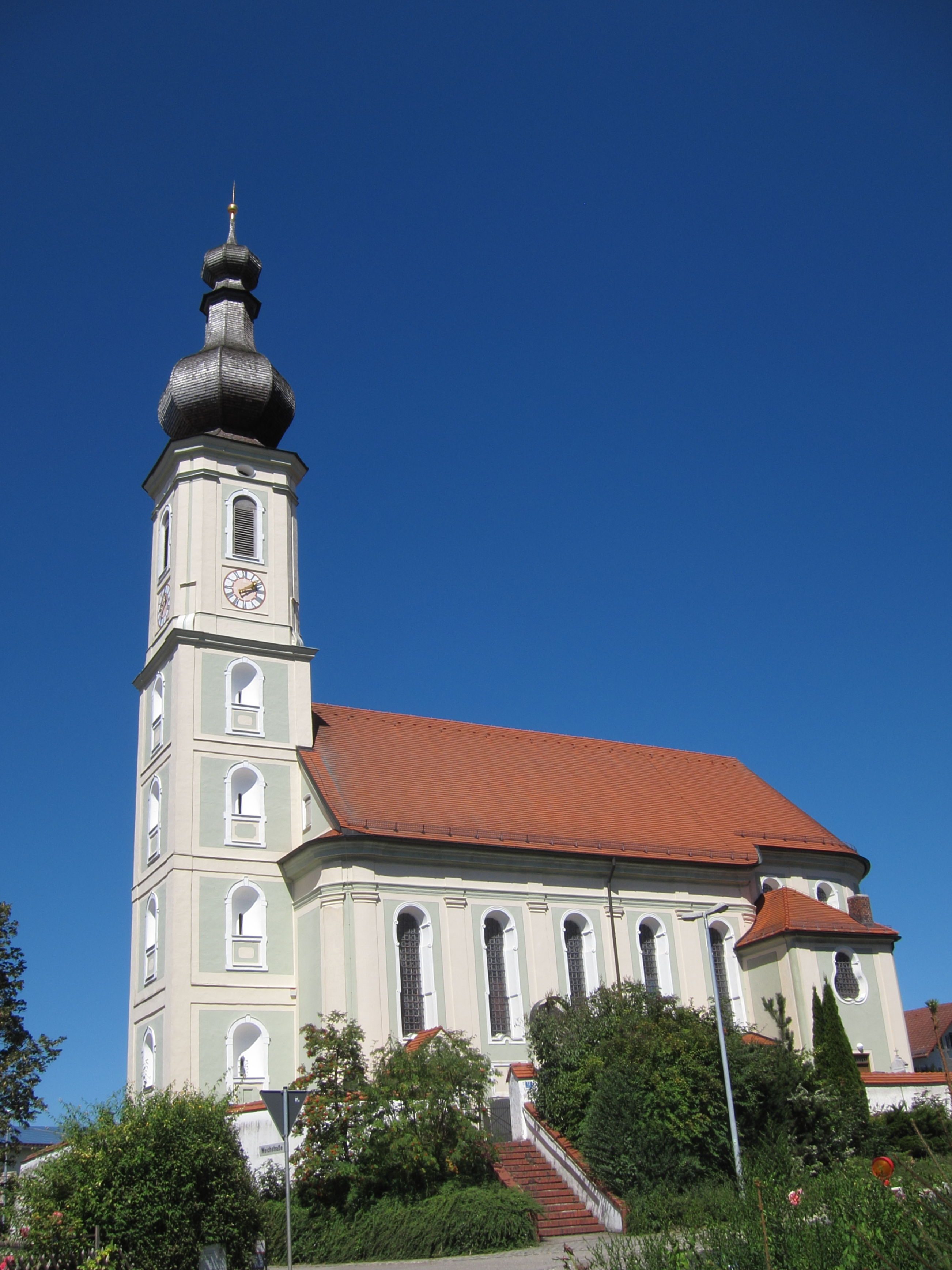
Kirche in Niederding

Johann Baptist Lethner (* ca. 1700 in Tannried bei Oberwarngau, Warngau; † 10. Dezember 1782 in Erding) war ein oberbayerischer Maurer und Baumeister, der als Erdinger Stadtmaurermeister zahlreiche barocke Kirchen im Erdinger Land erbaute.

## Leben
Lethner heiratete die Witwe des 1729 verstorbenen Anton Kogler, der wie sein Vater Hans und sein Großvater Kaspar zu einer ursprünglich aus Schliersee stammenden Maurermeisterfamilie gehörte, die nach dem Dreißigjährigen Krieg von 1649 bis 1729 die Erdinger Stadtmaurermeister stellte.
Nachdem Hans Kogler schon den Aus-, Um- oder Neubau von fast zwanzig Kirchen geleitet und Anton weitere rund dreißig Kirchen hinzugefügt hatte, baute Johann Baptist Lethner als nächster Erdinger Stadtmaurermeister wiederum weit mehr als zwanzig Kirchen. Anschließend führte der aus Wien stammende und in die Familie eingeheiratete Mathias Rösler die Tradition bis 1808 fort.

## Werke
Zu Johann Baptist Lethners Werken gehören insbesondere die folgenden Kirchen, die sämtlich als Baudenkmäler registriert sind:
| Ort, Ortsteil                    | Kirche                       | Patrozinium        | Baujahr             | Anmerkung |
| -------------------------------- | ---------------------------- | ------------------ | ------------------- | --- |
| Berglern                         | Pfarrkirche                  | St. Peter und Paul | 1778                | Turm- und Chorerhöhung                                                                                           |
| Bockhorn                         | Pfarrkirche                  | Mariae Heimsuchung | 17**                | Turmoberbau von Lethner (Saalbau 1712 von Anton Kogler)                                                          |
| Bockhorn, Hecken                 | Filialkirche                 | St. Margaretha     | 1754                | |
| Bockhorn, Kirchasch              | Filialkirche                 | St. Martin         | 1760                | Turm von Lethner                                                                                                 |
| Bockhorn, Oppolding              | Filialkirche                 | St. Johannes d.T.  | 1764                | |
| Bockhorn, Salmannskirchen        | Filialkirche                 | St. Oswald         | 1752                | |
| Buch am Buchrain                 | Pfarrkirche                  | St. Martin         | 1762                | von Anton Kogler 1707 erneuert, von Lethner überarbeitet                                                         |
| Buch am Erlbach, Holzen          | Katholische Kirche           | St. Michael        | 1753                | Neubau |
| Dorfen, Jaibing                  | Filialkirche                 | St. Johannes d. T. | 1761                | Umgestaltung und Turm von Lethner                                                                                |
| Dorfen, Landersdorf              | Filialkirche                 | St. Martin         | 1762                | |
| Eitting, Reisen                  | Filialkirche                 | St. Margaretha     | 1765                | Chorneubau durch Anton Kogler (Langhaus 1690 durch Hans Kogler)                                                  |
| Erding, Aufhausen                | Schlosskapelle               | St. Magdalena      | 1760                | Überarbeitung |
| Fraunberg, Grucking              | Filialkirche                 | St. Vitus          | 1749                | Turm (Saalbau 1670 von Hans Kogler)                                                                              |
| Fraunberg, Maria Thalheim        | Wallfahrtskirche             | Maria Thalheim     | 1736                | wohl 1670 von Hans Kogler barockisiert, von Joh. Bapt. Lethner 1736 umgestaltet                                  |
| Fraunberg, Reichenkirchen        | Pfarrkirche                  | St. Michael        | 1759                | Vergrößerung des Langhauses                                                                                      |
| Hohenpolding                     | Pfarrkirche                  | Mariae Heimsuchung | 1752                | |
| Hohenpolding, Amelgering         | Filialkirche                 | St. Lambertus      | 1756/57             | Neubau |
| Langenpreising                   | Pfarrkirche                  | St. Martin         | 1756, 1758, 1770/71 | 1756 Erhöhung Chor; 1758 zweigeschossige Sakristeianbauten; 1770/71 Wiederaufbau Turm und Langhaus im Rokokostil |
| Langenpreising, Hinterholzhausen | Filialkirche                 | Hl. Kreuzerfindung | 1730                | |
| Oberding, Aufkirchen             | Pfarrkirche                  | St. Johann Baptist | 1730                | Bau von Anton Kogler 1725–29, vollendet von Lethner                                                              |
| Oberding, Niederding             | Pfarrkirche                  | St. Martin         | 1760                | |
| Ottenhofen, Unterschwillach      | Filialkirche                 | St. Stephanus      | 1735                | |
| Pastetten, Harthofen             | Filialkirche                 | St. Sylvester      | 1766                | Umgestaltung |
| Pastetten, Taing                 | Filial- und Wallfahrtskirche | St. Ottilia        | 1740                | Umbau 1730/50 |
| Pliening, Landsham               | Filialkirche                 | St. Stephan        | 1758                | |
| Steinkirchen, Hofstarring        | Filialkirche                 | St. Laurentius     | 1777 (ca.)          | |
| Steinkirchen, Kögning            | Filialkirche                 | St. Michael        | 1733                | |
| Taufkirchen (Vils), Kienraching  | Filialkirche                 | St. Leonhard       | 1777 (ca.)          | Turm |
| Walpertskirchen                  | Pfarrkirche                  | St. Erhard         | 1777 (ca.)          | Überarbeitung |
| Wartenberg                       | Pfarrkirche                  | Mariae Geburt      | 1763                | Turmerhöhung (Saalbau von Anton Kogler, 1723)                                                                    |
| Wörth                            | Pfarrkirche                  | St. Petrus         | 1740                | |